# Источная (река, впадает в Айгульское озеро)
Исто́чная (укр. Істочна, крымскотат. Saqav, Сакъав) — река в северной части степного Крыма, в Джанкойском районе, длиной 10 километров с площадью бассейна 112 км²(другие источники дают цифру 105 км²).
Изначально водоток носил название ручей Сакав — так он подписан на картах 1842 года, 1836 и 1865 года и начинался немного севернее современного села Источное, при этом неизвестно, был ли ручей постоянный (на что указывает обозначение), или же степная балка заполнялась только после выпадения осадков. На картах XX века река уже не подписывалась, но учитывается в документах водохозяйственных организаций.
После строительства Северо-Крымского канала русло Источной было канализировано, превратившись в сбросовые коллекторы, значительно удлинилось и наполнилось водой. Сейчас исток находится в искусственном водоёме в урочище Просянка, у автодороги 35А-001 «граница с Украиной — Джанкой — Феодосия — Керчь», хотя небольшие каналы тянутся гораздо дальше. Водоохранная зона балки установлена в 100 м.
Современное название река получила по селу Источное, через которое проходит в среднем течении, по номенклатуре Северо-Крымского канала река — Главный коллектор № 19 (ГК-19).